# آمبولی مایع آمنیوتیک

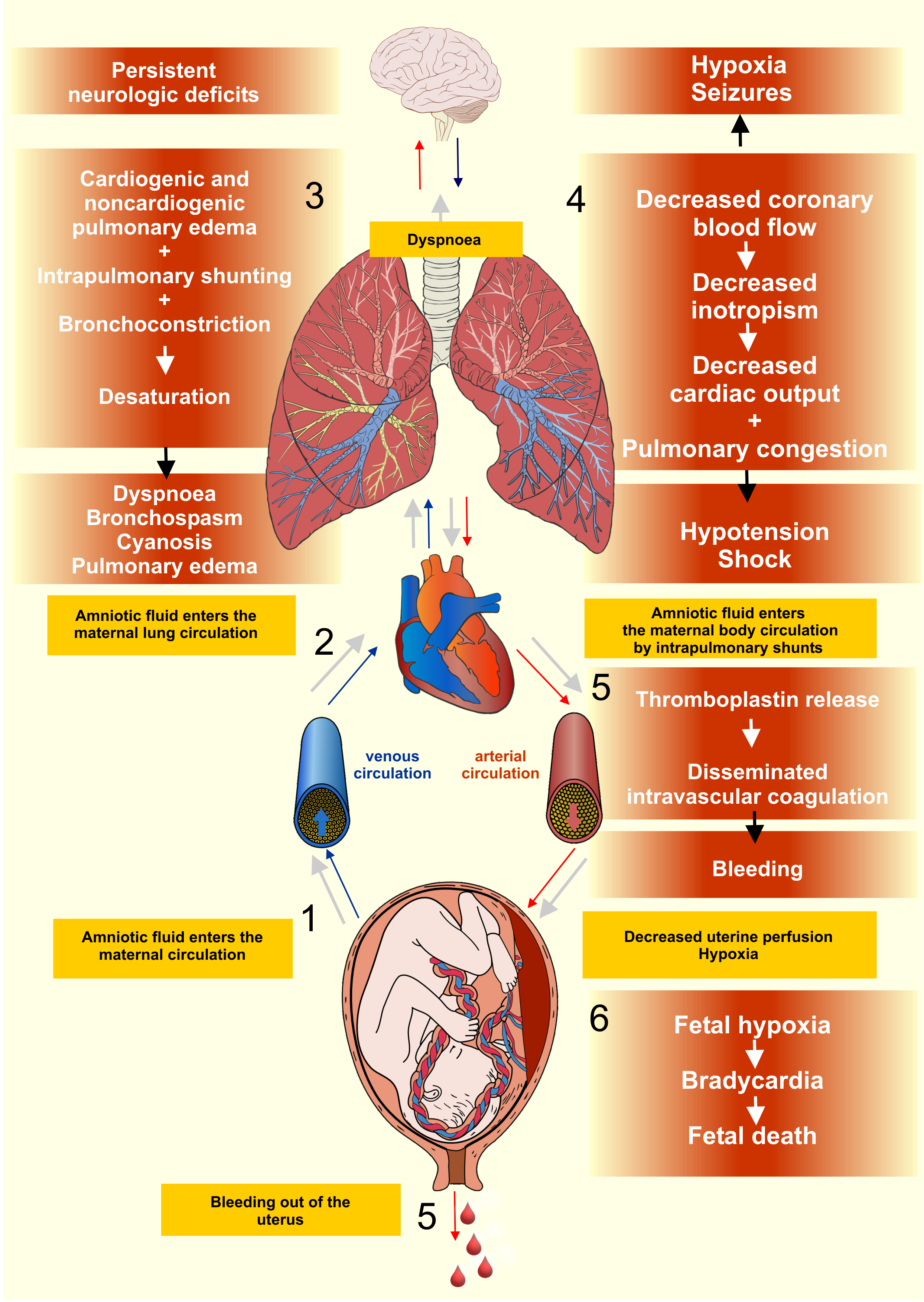
پاتوفیزیولوژی آمبولی مایع آمنیوتیک

آمبولی مایع آمنیوتیک (به انگلیسی: amniotic fluid embolism) یک وضعیت نادر در اورژانس‌های مامایی است که در آن مایع آمنیوتیک وارد جریان خون مادر شده و به دنبال آن واکنشی جدی در بدن رخ می‌دهد. این واکنش پس از آن باعث کلاپس قلب و ریه و خونریزی شدید (کواگولوپاتی) می‌گردد.

## علائم و نشانه‌ها
آمبولی مایع آمنیوتیک زمانی اتفاق می‌افتد که یک زایمان زود هنگام به علت نقص در انعقاد خون، اکسیژن ناکافی به بافت بدن، فشار خون پایین و خونریزی شدید ایجاد می‌شود. علائم و نشانه‌ها ممکنست عمیق و جدی یا خاموش باشند. طیف گسترده‌ای در نحوه پیشرفت هر بیمار وجود دارد.

## علل
آمبولی مایع آمنیوتیک (AFE) بسیار نادر و پیچیده‌است. اختلال در مراحل آخر زایمان اتفاق می‌افتد زمانی که مایع آمنیوتیک به سبب نشت از غشای جفت یا ورید رحم وارد سیستم گردش خون مادر می‌شود. طی آنالیز و بررسی‌های بعدی، سلول‌های جنینی در گردش خون مادر یافت می‌شود. هنگامی که سلول‌های جنینی و مایع آمنیوتیک وارد جریان خون می‌شوند، واکنش‌هایی رخ می‌دهند که باعث تغییر شدید مکانیسم‌های مؤثر بر انعقاد خون می‌شوند. انعقاد درون عروقی منتشر (DIC) باعث بروز خونریزی‌های جدی می‌شود. این وضعیت همچنین می‌تواند پس از سقط جنین، آمنیوسنتز، زایمان سزارین یا تروما ایجاد شود. زخم‌های کوچک در دستگاه تولید مثل کمتر با AFE مرتبط است.
استفاده از مواد مخدر برای القای زایمان، مانند میزوپروستول، خطر AFE را تقریباً دوبرابر می‌کند. سن ۳۵ سال و بالاتر مادر با AFE ارتباط دارد.

## تشخیص
تشخیص آمبولی مایع آمنیوتیک زمانی مطرح می‌شود که تمام علل دیگر حذف شده‌اند. وجود سلول‌های سنگفرشی جنین یا سایر بافت‌های جنینی، از جمله مکونیم، پس از این حاملگی در مادران دیده می‌شود. تشخیص نیز بر اساس علائم و نشانه‌های مشاهده شده در فرایند زایمان است.

## درمان
درمان شامل اقدامات حمایتی است، از آنجا که شرایطی که منجر به این عارضه می. شود قابل کنترل نیست، درمان با هدف علائم می‌تواند نتیجه را بهبود بخشد.

## همه‌گیرشناسی
آمبولی آمنیوتیک بسیار نادر است و میزان آن در هر ۲۰٬۰۰۰ تولد، ۱ مورد است اما علت ۱۰٪ از تمام مرگ و میر مادران است.

## تاریخچه
این عارضه نادر که تا قبل از سال ۱۹۵۰، هفده بار ثبت شده‌است، برای اولین بار در دهه ۱۹۲۰ در برزیل توصیف شد.